# Эштон, Скотт
Скотт Э́штон (англ. Scott «Rock Action» Asheton; 16 августа 1949 — 15 марта 2014) — американский барабанщик. Наиболее известен как ударник рок-группы «The Stooges».
В 1967 году Скотт совместно со своим братом Роном, Джеймсом Остербергом и Дэйвом Александером сформировали «Stooges». Первоначальный состав выпустил две LP записи на «Elektra Records». После состав сменился, группа выпустила третий LP, «Raw Power», и разошлась в 1976 году.
Скотт играл с Игги Попом в его европейском туре 1978 года. Также он работал в нескольких группах со Скоттом Морганом, прежде всего — «Sonic's Rendezvous Band».
Скотт также играл в составе группы «Destroy All Monsters» под псевдонимом Dark Carnival. Также, Скотт записывался с Сонни Винсент (Sonny Vincent), на всех четырёх студийных альбомах[кого?]. В составе группы «Devil Dogs» Скотт выступал на концертах в Европе и США.
В 2003 году «The Stooges» воссоединились и в 2007 выпустили четвёртый студийный альбом «The Weirdness».